# Polymerentgasung
Polymerentgasung bezeichnet die Entfernung von niedermolekularen Bestandteilen wie Restmonomeren, Lösungsmitteln, Reaktionsnebenprodukten und Wasser aus Polymeren.:1–12

## Motivation
Beim Verlassen eines Reaktors nach einer Polymerisationsreaktion enthalten viele Polymere noch unerwünschte niedermolekulare Bestandteile.  Diese Bestandteile können das Produkt für die weitere Verarbeitung unbrauchbar machen, so kann eine Polymerlösung nicht direkt für die Kunststoffverarbeitung verwendet werden, kann giftig sein, kann schlechte sensorische Eigenschaften wie einen unangenehmen Geruch verursachen oder die Eigenschaften des Polymers verschlechtern. Weiterhin sollen Monomere und Lösungsmittel dem Prozess wieder zugeführt werden.:1–12 Kunststoff-Recycling erfordert häufig das Entfernen von Wasser oder das Entfernen von flüchtigen Abbauprodukten.

## Grundlegende Verfahrensvarianten
Bei der Entgasung kann das Polymer in fester oder flüssiger Phase vorliegen, wobei die Flüchtigen in eine flüssige oder eine Gasphase übergehen. Beispiele:
- Festes Polymer, flüssige Phase: Extraktion von Caprolactam aus Polyamiden mit Wasser.[4]
- Festes Polymer, Gasphase: Entfernung von Ethylen aus Polyethylen mittels Luft oder Stickstoff in Silos.[5]
- Flüssiges Polymer, Gasphase: Entfernung von Styrol aus Polystyrol durch Vakuum.[6]

Üblicherweise werden verschiedene Arten von Entgasungsschritten zu kombiniert, um technische oder physikochemische Limitierungen der einzelnen Schritte zu überwinden.

## Physikalische und chemische Aspekte

### Thermodynamik
Die Aktivität der flüchtigen Bestandteile muss im Polymer höher sein als in der anderen Phase, damit sie in diese übergehen. Um ein solches Verfahren auszulegen, muss die Aktivität berechnet werden. Dies geschieht meist über das Flory-Huggins-Modell.:14–34 Dieser Effekt kann durch höhere Temperaturen oder, bei  einem niedrigeren Partialdruck der flüchtigen Komponente dadurch verstärkt werden, dass ein Inertgas oder ein niedrigerer Druck eingesetzt wird.

### Diffusion
Um aus dem Polymer entfernt zu werden, müssen die flüchtigen Bestandteile durch Diffusion zu einer Phasengrenze gelangen. Aufgrund der niedrigen Diffusionskoeffizienten von flüchtigen Bestandteilen in Polymeren kann dies der geschwindigkeitsbestimmende Schritt sein.:35–65 Der Effekt der Diffusion kann durch höhere Temperaturen oder durch kleine Diffusionslängen aufgrund der höheren Fourierzahl verbessert werden.

### Chemische Stabilität
Höhere Temperaturen können auch die chemische Stabilität des Polymers und damit seine Gebrauchseigenschaften beeinträchtigen.  Wenn die Ceiling-Temperatur eines Polymers überschritten wird, zerfällt es teilweise in seine Monomere, was es unbrauchbar macht. Ganz allgemein tritt thermische Schädigung auch während der Entgasung auf, wodurch die für den Prozess verfügbare Temperatur und Verweilzeit begrenzt wird.

### Wärmeübergang
Weil Polymere und Polymerlösungen häufig eine hohe Viskosität haben, herrscht in den Apparaten meist laminare Strömung, was zu niedrigen Wärmeübergangskoeffizienten führt. Dies kann eine Prozessbegrenzung darstellen.

### Schaum- vs. Filmentgasung
Es gibt zwei grundlegende Formen der Entgasung im Vakuum. Bei der Schaumentgasung nukleieren und wachsen Blasen im Inneren der Polymerlösung, die schließlich platzen und ihren flüchtigen Inhalt an die Umgebung abgeben. Dazu ist ein ausreichender Dampfdruck erforderlich.:67–190 Wenn möglich, ist dies eine sehr effiziente Methode, da die flüchtigen Bestandteile nur einen kurzen Weg diffundieren müssen.
Filmentgasung tritt auf, wenn der Dampfdruck nicht mehr ausreicht, um Blasen zu erzeugen, und erfordert eine ausreichende Oberfläche und eine gute Durchmischung. In diesem Fall kann dem Polymer ein Schleppmittel wie Stickstoff zugesetzt werden, um einen verbesserten Stofftransport durch Blasen zu bewirken.

## Typen von Entgasungsapparaten und -maschinen
Entgasungsapparate für Polymerschmelzen werden in statische oder bewegte Apparate eingeteilt. Letzteres wird auch als maschinelle Eindampftechnik bezeichnet.

### Statische Entgasungsapparate
- Strangverdampfer: Das Polymer wird in viele einzelne Stränge zerteilt, die in einer Vakuumkammer herunterfallen. Durch Diffusion gelangen die flüchtigen Bestandteile in die Gasphase, die dann über ein Vakuumsystem abgesaugt werden. Dies ist normalerweise die letzte Stufe eines Entgasungsprozesses, wenn der Dampfdruck der flüchtigen Komponenten niedrig ist.[6][1]:261–290

- Fallfilmverdampfer: Das Polymer fällt an senkrechten Wänden in Kontakt mit einer Wand herunter.

- Rohrverdampfer: Eine siedende Polymerlösung fließt in einem vertikalen Rohrbündelwärmetauscher nach unten in einen Abscheider. Das Polymer wird am Boden ausgetragen, der Brüden wird über ein Vakuumsystem und Kondensatoren zurückgewonnen.[11]

- Flashverdampfer: Eine Polymerlösung wird vorgewärmt und in einen Abscheider eingespeist, wo durch den verminderten Druck ein Teil der flüchtigen Bestandteile verdampft.[1]:209–212

### Entgasungsmaschinen
- Gleichlaufende Doppelschneckenextruder: Die Polymerlösung wird in einen gleichlaufenden Doppelschneckenextruder eingebracht, wo sie einer Scherung und mechanischer Energiezufuhr ausgesetzt wird und Brüden abgezogen wird. Dieser Maschinentyp ermöglicht unterschiedliche Drücke in verschiedenen Zonen. Ein Vorteil ist der Selbstreinigungseffekt dieser Extruder.[1]:345–384[12]:263–289 [10]

- Einschneckenextruder: Diese arbeiten ähnlich wie gleichlaufende Doppelschneckenextruder, jedoch ohne Selbstreinigungseffekt.[1]:325–344 [13]

- Dünnschichtverdampfer: Die Polymerlösung wird in einen einzigen großen Behälter eingebracht, in dem ein Rotor das Produkt rührt und eine Oberflächenerneuerung bewirkt. Bei diesen Maschinen ist nur eine einzige Druckstufe möglich.[1]:469–494

- Großvolumige Kneter: Eine Polymerlösung wird in einen großvolumigen Kneter eingebracht und bei längeren Verweilzeiten als in einem Extruder einer Scherung unterworfen.[14][15]

## Entgasung von Suspensionen und Latices
Entfernung von Monomeren und Lösungsmitteln aus Suspensionen und Latices (Polymerdispersion) wird häufig in Rührkesseln durchgeführt.:507–560